# Jozef Valachovič
Jozef Valachovič est un footballeur international slovaque né le 12 juillet 1975 à Bratislava devenu entraîneur.

## Carrière
- 1993-1996 : Inter Bratislava  Slovaquie
- 1996-1997 : ŠKP Devín  Slovaquie
- 1997-2000 : Ozeta Dukla Trenčín  Slovaquie
- 2000 : Maccabi Tel-Aviv  Israël
- 2001-2004 : Slovan Liberec  Tchéquie
- 2005-2007 : Rapid Vienne  Autriche
- 2007-2008 : SK Schwadorf  Autriche
- 2008-2010 : Slovan Bratislava  Slovaquie

## Palmarès
Avec le Slovan Liberec 
- Champion de République tchèque en 2002.

Avec le Rapid Vienne 
- Champion d'Autriche en 2005.

Avec le Slovan Bratislava 
- Champion de Slovaquie en 2009.